# 濵岡武明
濵岡 武明（はまおか たけあき、1972年9月6日 - ）は、広島県出身の元社会人野球選手。

## 経歴
広島市立口田中学校を経て、県立広島工業高校に入学。広島工業高校時代には2年時の1989年春の選抜大会に出場。試合出場はないものの2年生では唯一ベンチ入りを果たし、チームもベスト8に進出している。
駒澤大学では同期の河原純一とのバッテリーで4年次の全日本大学野球選手権大会で優勝、全日本アマチュア野球王座決定戦で社会人王者の日本通運を下して大学チーム初王座となる。他の同期に高木浩之、本間満がいる。卒業後は1995年4月にJR東日本に入社。以降は選手としては8年、ヘッドコーチとしては9年在籍。2013年から2019年の間は野球から離れ、JR東日本で社業に専念する。2017年12月からは新橋駅の副駅長に就任。
2019年をもって監督の堀井哲也が退任したことにより同年12月1日に監督に就任。